# Dystasia laterivitta
Dystasia laterivitta är en skalbaggsart som först beskrevs av Stefan von Breuning 1942.  Dystasia laterivitta ingår i släktet Dystasia och familjen långhorningar. Inga underarter finns listade i Catalogue of Life.